# نيكولاس لطيفي
نيكولاس دانيال لطيفي (بالإنجليزية: Nicholas Daniel Latifi)‏ (مواليد 29 يونيو 1995) هو سائق إيراني- كندي يشارك في مسابقة فورمولا 1 تحت العلم الكندي، يشارك مع فريق ويليامز إف ون.

## روابط خارجية
- نيكولاس لطيفي على موقع Racing-Reference.info (الإنجليزية)
- نيكولاس لطيفي على موقع DriverDB.com (الإنجليزية)
- نيكولاس لطيفي على موقع AS.com (الإسبانية)